# Selenia vsignata
Selenia vsignata är en fjärilsart som beskrevs av Smith 1950. Selenia vsignata ingår i släktet Selenia och familjen mätare. Inga underarter finns listade i Catalogue of Life.